# Fandango (wrestler)
Curtis Jonathan Hussey (ur. 22 lipca 1981 w Standish w Maine) – amerykański wrestler występujący w federacji WWE w brandzie SmackDown pod pseudonimem ringowym Fandango. Obecnie tworzy tag-team „Breezango” wraz z Tylerem Breezem.
Hussey rozpoczął karierę profesjonalnego wrestlera w 1999. Występował w wielu federacjach niezależnych od września 1999, gdzie zdobył PLW New England Championship, PWF Northeast Tag Team Championship z Kennem Phoenixem, PWF Northeast Heavyweight Championship, NCW New England Championship, NCW Tag Team Championship z Damianem Houstonem oraz SCCW Lightweight Championship.
W 2006 podpisał kontrakt z World Wrestling Entertainment i występował w federacjach rozwojowych Deep South Wrestling (DSW) i Florida Championship Wrestling (FCW), w którym zdobył FCW Florida Tag Team Championship. W grudniu 2010 wziął udział w czwartym sezonie NXT pod pseudonimem Johnny Curtis, który ostatecznie wygrał. W 2013 zaczął występować pod pseudonimem Fandango, gdzie zdobył krótkoterminową popularność ze względu na chwytliwy motyw muzyczny podczas wejściówki do ringu.

## Kariera profesjonalnego wrestlera

### Federacje niezależne (1999–2006)
Hussey trenował u boku Killera Kowalskiego i zadebiutował we wrześniu 1999. Przez kolejne lata walczył dla różnych federacji niezależnych w Nowej Anglii. Walczył dla Power League Wrestling (PLW) od 2000 do 2003, gdzie raz zdobył PLW New England Championship. Trzymał mistrzostwo przez rok od maja 2002 do maja 2003.
W międzyczasie w 2002 walczył dla Premier Wrestling Federation, w którym 28 października 2002 wraz z Kennem Phoenixem zdobył PWF Northeast Tag Team Championship od Fuzion (Mike’a Paivii i Blade'a). Mistrzostwa utracili 15 listopada na rzecz Paivii i Kida Mikaze. Znani już jako „The Talent Exchange”, 13 lutego 2003 Hussey i Phoenix wygrali three-way Tables, Ladders and Chairs match zdobywając ponownie mistrzostwa, które mieli do 4 kwietnia. Hussey występował również dla NWA: TNA, Chaotic Wrestling i NWA Wildside.

### World Wrestling Entertainment/WWE

#### Deep South Wrestling (2006–2008)

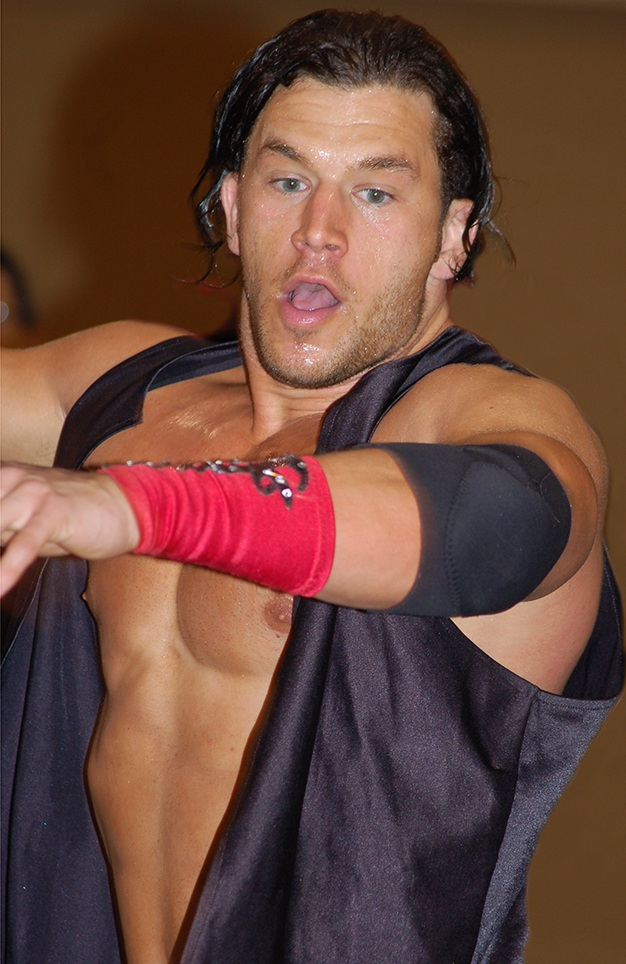
Hussey jako Johnny Curtis podczas występów w DSW.

W 2006, Curtis podpisał kontrakt rozwojowy z World Wrestling Entertainment (WWE) i został przypisany do federacji rozwojowej Deep South Wrestling (DSW). Zadebiutował tam 9 listopada, gdzie przegrał z Davidem Heathem. Po ciągłych porażkach z różnymi wrestlerami, 15 lutego 2007 wraz z Robertem Anthonym odniósł pierwsze zwycięstwo w DSW nad The Headliners (Shawnem Shultzem i Chrisem Michaelsem). Curtis kontynuował współpracę z Anthonym i po kilku kolejnych zwycięstwach zawalczyli o DSW Tag Team Championship z Team Elite (Mikiem Knoxem i Derickiem Neikirkiem), aczkolwiek przegrali pojedynek.

#### Florida Championship Wrestling (2008–2010)
Po tym jak WWE zakończyło współpracę z DSW, Curtis i wielu innych zapaśników z DSW zostało przeniesionych do nowej federacji Florida Championship Wrestling (FCW) w czerwcu 2008. 26 czerwca zadebiutował tam pokonując byłego partnera z tag-teamu Roberta Anthony’ego. 18 grudnia po pokonaniu Chrisa Graya stał się pretendentem do tytułu FCW Southern Heavyweight Championship. 8 stycznia 2008 zawalczył o tej tytuł z Tedem DiBiasem Jr., lecz przegrał walkę. 18 września pojawił się na nagraniach odcinków SmackDown i ECW, gdzie pokonał Armando Estradę w dark matchu.
11 grudnia 2008 wraz z Tylerem Reksem pokonali The New Hart Foundation (DH Smitha i TJ Wilsona) o FCW Florida Tag Team Championship. Drużyna odnosiła zwycięstwa broniąc tytułów do czasu rywalizacji z Caylenem Croftem i Trentem Berettą, gdzie po kilku skutecznych obronach przeciwko nim, Curtis i Reks stracili tytuły 30 kwietnia 2009. Curtis nie pojawił się podczas pojedynku, wskutek czego Reks musiał sam bronić tytułów.
Kiedy Reks został przeniesiony do głównego rosteru WWE, Curtis zmienił pseudonim na Jonathan Curtis i stał się antagonistą. 25 czerwca zawalczył o FCW Florida Heavyweight Championship należący do Reksa, lecz przegrał pojedynek. 2 lipca wziął udział w trzyosobowej walce o tytuł, w której wziął też udział Alex Riley, aczkolwiek mistrz obronił tytuł. Krótko po walce zmieniono mu pseudonim na Johnny Curits.
Na początku 2010 zaczął pojawiać się na wielu galach typu house show, gdzie 8 stycznia przegrał z Evanem Bournem oraz 19 stycznia przegrał z Kung Fu Nakim.
12 sierpnia 2010 podjął się współpracy z Derrickiem Batemanem i wspólnie zdobyli FCW Florida Tag Team Championship pokonując Donny'ego Marlowa i Brodusa Claya i broniących mistrzostw Los Aviadores (Epico i Hunico). Tytuły stracili 4 listopada na rzecz Wesa Brisco i Xaviera Woodsa.

#### NXT (2010–2012)

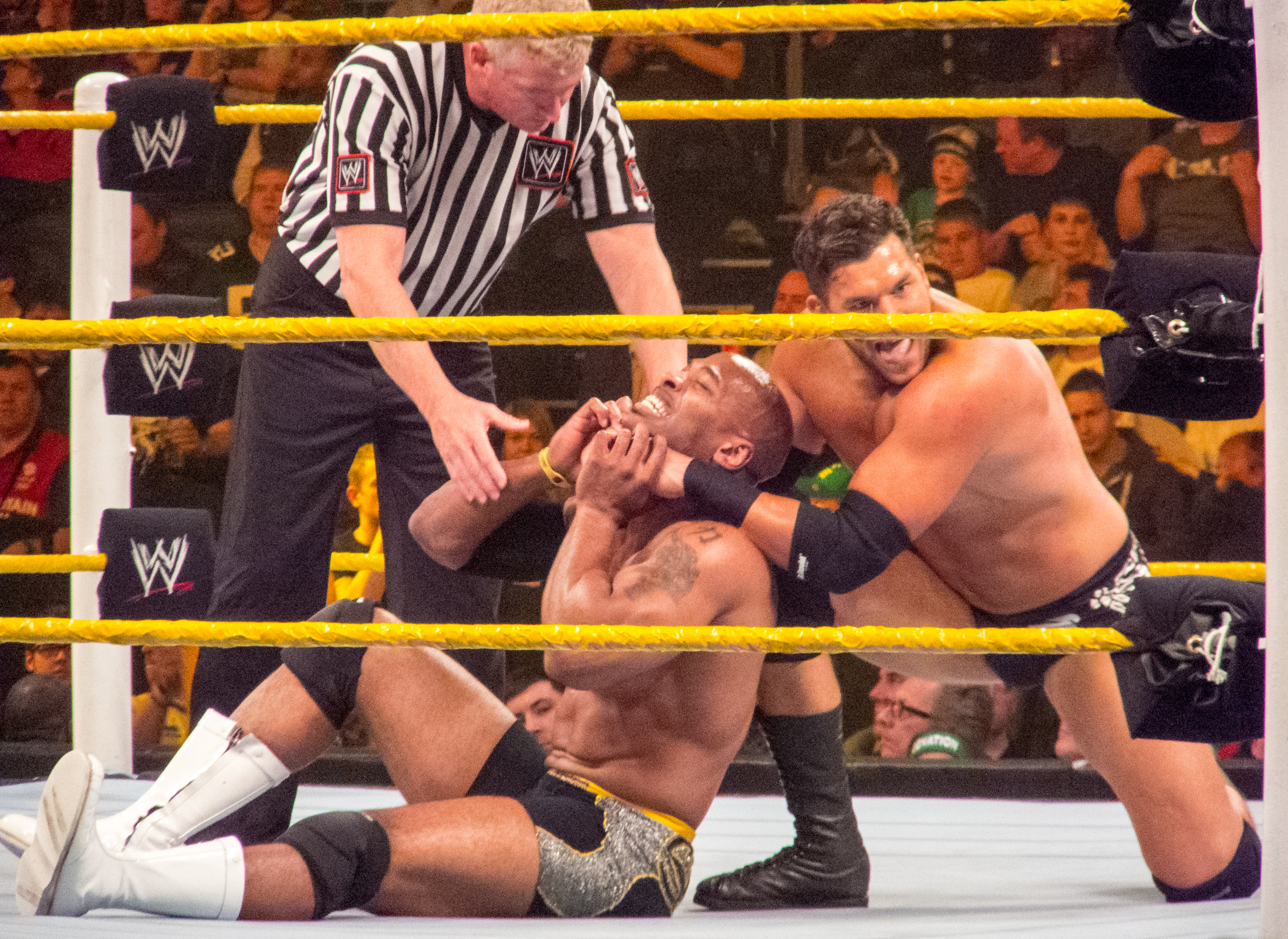
Curtis podczas walki z Percym Watsonem w kwietniu 2012.

Curtis został ogłoszony członkiem czwartego sezonu programu NXT, gdzie jego mentorem był R-Truth. Zadebiutował w ringu 7 grudnia na odcinku NXT pokonując Jacoba Novaka. W następnym tygodniu przegrał wyzwanie Karaoke, jednak wygrał wyzwanie związane z torem przeszkód, dzięki czemu nie został wyeliminowany z programu. 21 grudnia przegrał z Novakiem, zaś tydzień później pokonał go mentor Novaka, Dolph Ziggler. 4 stycznia 2011 został pokonany przez Brodusa Claya, przy czym wykorzystał ponownie immunitet chroniący go od eliminacji. 11 stycznia przegrał dwa wyzwania i tydzień później po przegranej w wyzwaniu „Jak bardzo znasz swojego mentora?” uchronił się od eliminacji. 1 lutego przegrał tag-team match wraz z R-Truthem przeciwko Batemanowi i Danielowi Bryanowi. Tydzień później przegrał z Brodusem Clayem. 1 marca podczas finału, Curtis pokonał Claya i stał się zwycięzcą czwartego sezonu NXT.
Po występach w wielu dark matchach, Curtis zadebiutował na SmackDown 3 czerwca i na zapleczu narzekał na fakt, że w związku z wygraną w NXT powinien otrzymać szansę na walkę o tytuły tag-team, jednakże wcześniej jego mentor R-Truth stał się antagonistą. Po wielu tygodniach z powtarzaniem tego samego narzekania, Curtis zadebiutował w ringu na odcinku SmackDown z 12 sierpnia przegrywając z Markiem Henrym w mniej niż minutę. Przez resztę roku występował jedynie w pojedynkach typu Battle Royal.
Curtis powrócił 2 listopada podczas piątego sezonu NXT jako heel. Rozpoczął rywalizację z Batemanem o zaimponowanie Maxine. Scenariuszowy związek Batemana i Maxine został porzucony na rzecz współpracy Maxine i Curtisa, gdzie 4 stycznia 2012 na odcinku NXT Redemption ogłosili nadchodzący ślub w ringu. Na setnym odcinku NXT, Bateman zainterweniował w ceremonię ślubną udowadniając, że Curtis nigdy nie chciał być z Maxine. Rywalizację zakończono tym, iż Maxine pozostawiła Curtisa na rzecz Batemana, po czym sama stała się antagonistą i ponownie sprzymierzyła się z Curtisem.
Przez resztę 2012, Curtis okazjonalnie występował w tag-teamie z Michaelem McGillicuttym. Podczas ostatniego odcinka piątego sezonu NXT z 13 czerwca, Curtis i McGillicutty przegrali z The Usos. W czerwcu zamknięto Florida Championship Wrestling i przeniesiono wrestlerów do NXT, które zamiast programu telewizyjnego stało się oficjalnym rozwojowym brandem federacji. Curtis kontynuował występy w NXT, gdzie podczas odcinka NXT z 28 listopada w końcu otrzymał szansę na walkę o tytuły tag team; wraz z McGillicuttym przegrali z panującymi mistrzami Team Hell No (Kanem i Danielem Bryanem).

#### Debiut jako Fandango (2012–2014)
Podczas nagrań tygodniówki SmackDown z 23 października 2012, Hussey zadebiutował jako nowa postać z gimmickiem aroganckiego tancerza pod pseudonimem Fandango, gdzie winietki promujące jego debiut w głównym rosterze zaczęto emitować w listopadzie. Fandango zadebiutował 1 marca 2013 na odcinku SmackDown, gdzie towarzyszyła mu tancerka Andrea Lynn (w rzeczywistości zajmowała się tańcem) i później wrestlerka Summer Rae, która do tej pory występowała w NXT.

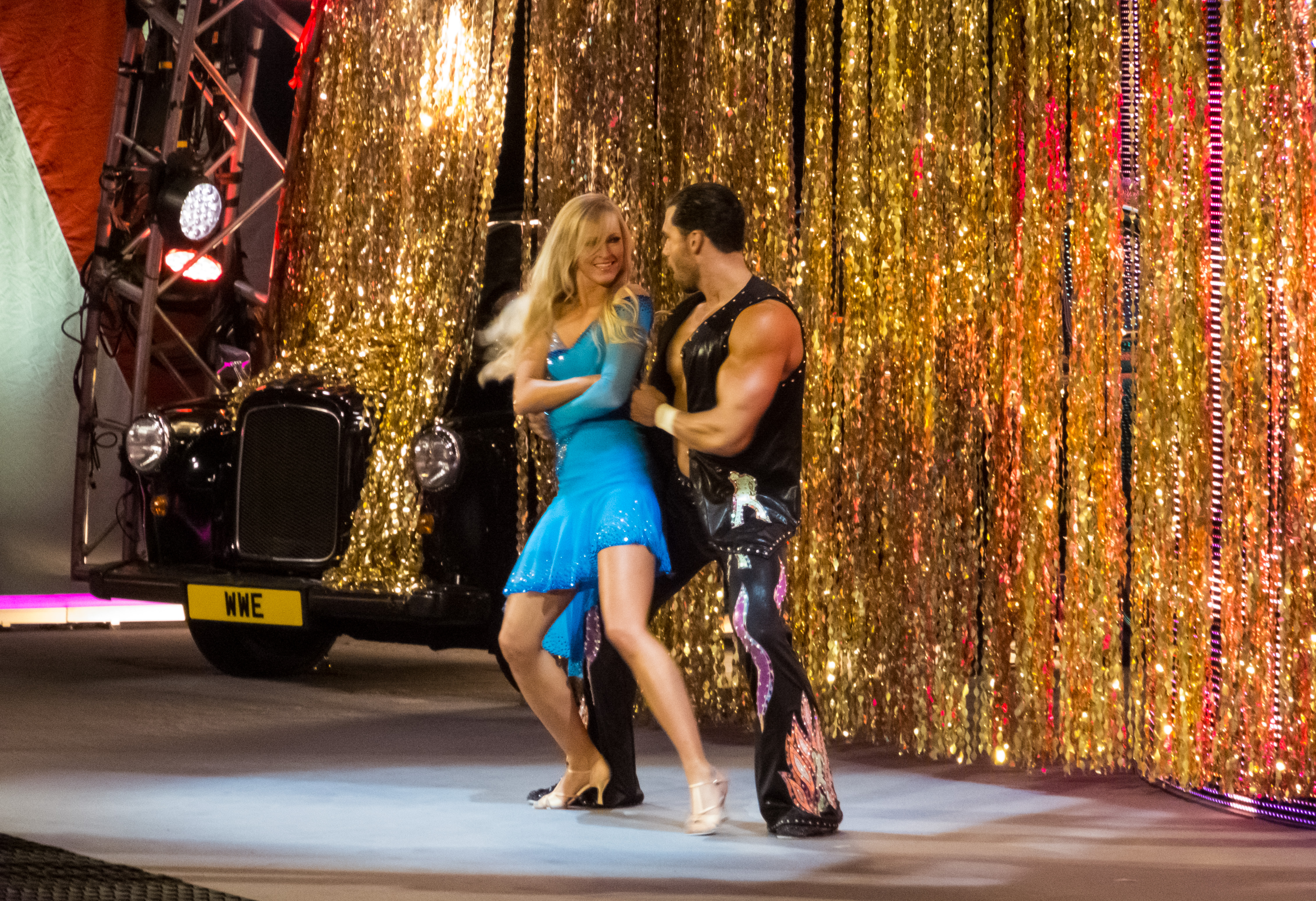
Fandango i Summer Rae

Pomimo debiutu, Fandango odmawiał występów w ringu, dopóki konferansjer i jego przeciwnicy nie wypowiedzą prawidłowo jego pseudonimu „Fandango”. 18 marca na odcinku Raw, Chris Jericho rozpoczął rywalizację z Fandango poprzez ciągłe przedrzeźnianie go wymawiając błędnie pseudonim. Na WrestleManii 29, Fandango pokonał Jericho w ich pierwszej walce. Pomimo grania roli antagonisty, dzień później na Raw otrzymał owację od publiki, która podchwyciła motyw muzyczny podczas wejściówki Fandango, przy której publiczność śpiewała i tańczyła. Sprzedaż piosenki w serwisie iTunes była wysoka, wskutek czego WWE nazwało ten krótkotrwały trend „Fandango-ing”, zaś sam Fandango (wciąż będący czarnym charakterem) obrażał widownię. Na gali Extreme Rules, Fandango został pokonany przez Jericho w ich rewanżu kończącym rywalizację. Został przylączony do trwającej rywalizacji o WWE Intercontinental Championship pomiędzy Wade’em Barrettem i The Mizem, gdzie często zwracał uwagę Miza i powodował jego porażki. Na czerwcowej gali Payback miał odbyć się triple threat match o pas, jednakże Fandango odniósł kontuzję w walce z Zackiem Ryderem i został zmieniony za Curtisa Axela, który wygrał walkę i zdobył tytuł.

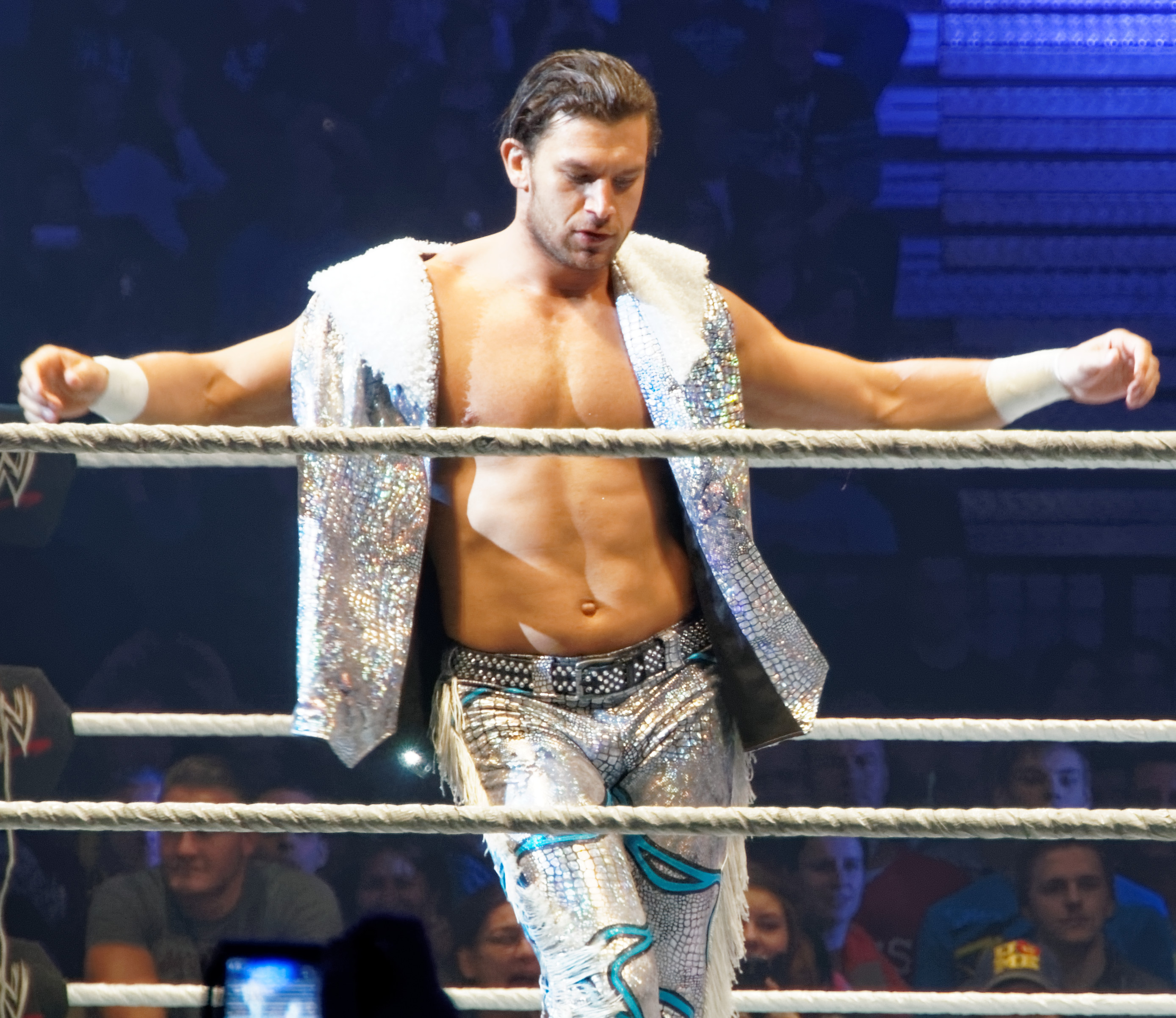
Fandango w listopadzie 2013.

Fandango powrócił na Raw 1 lipca przegrywając z Sheamusem przez wyliczenie pozaringowe. Na gali Money in the Bank wziął udział w Money in the Bank ladder matchu o kontrakt na walkę o World Heavyweight Championship, lecz pojedynek wygrał Damien Sandow. Kontynuował rywalizację z The Mizem, który złamał jego nos podczas odcinka Raw z 2 września, a także przegrał z nim na gali Night of Champions. Na październikowej gali Hell in a Cell, Fandango i Summer Rae pokonali Natalyę i The Great Khaliego w mixed tag-team matchu. 23 grudnia na Raw pokonał Dolpha Zigglera w „Present on a Pole” matchu zyskując miano pretendenta do tytułu Intercontinental Championship, lecz został pokonany przez Big E Langstona tydzień później.

#### Różne rywalizacje (2014–2016)
Na WrestleManii XXX wziął udział w Andre the Giant Memorial Battle Royalu, który wygrał Cesaro. Dobę później na Raw, Fandango i Summer Rae zostali ponownie pokonani przez Santino Marellę i Emmę. W kwietniu zaczęła mu towarzyszyć Layla by wzbudzić zazdrość Rae, jednakże to z nią Fandango zdołał pokonać Emmę i Marellę. Rae powróciła 19 maja i zaatakowała Laylę, zaś przez rywalizację kobiet wokół ringu, 11 lipca na odcinku SmackDown Fandango przegrał z Adamem Rosem.
Po kilku miesiącach absencji, Fandango wrócił podczas pre-show gali Survivor Series pokonując Justina Gabriela. Zmieniono mu motyw muzyczny i zaktualizowano strój i charakter, gdzie tym razem wraz z Rosą Mendes tańczył Salsę. Wziął udział w 2015 Royal Rumble matchu, lecz został wyeliminowany przez Ruseva.
13 kwietnia na odcinku Raw, Fandango powrócił do oryginalnej postaci tancerza i zakończył współpracę z Mendes, wskutek czego stał się protagonistą. Rozpoczął rywalizację z Adamem Rosem, któremu pomagała Mendes, jednakże ten zdołał odnosić zwycięstwa nad Rosem w telewizji i galach house show do połowy 2015. Przez resztę roku występował na galach WWE Superstars i WWE Main Event. 21 marca 2016 na odcinku Raw zawalczył z Chrisem Jericho jako rewanż z ich walki na WrestleManii 29, jednakże przegrał walkę. Na WrestleManii 32 wziął udział w trzecim Andre the Giant Memorial Battle Royalu, gdzie był pierwszym wyeliminowanym wrestlerem.

#### Breezango (od 2016)
14 kwietnia na odcinku SmackDown, Fandango i Goldust zawalczyli wspólnie w turnieju wyłaniającym pretendentów do WWE Tag Team Championship po tym, jak Goldust powiedział R-Truthowi, że nie będzie jego partnerem. Fandango i Goldust zostali pokonani przez The Vaudevillains w pierwszej rundzie turnieju. 12 maja na odcinku SmackDown, Fandango i Goldust zawalczyli z Truthem i Tylerem Breezem, jednakże walka zakończyła się bez rezultatu, gdy Fandango i Breeze zdradzili swoich partnerów i zaatakowali Trutha i Goldusta. W rezultacie Fandango ponownie stał się antagonistą i utworzył z Breezem tag-team „Breezango”. Na gali Money in the Bank z 19 czerwca, Breezango przegrało z Golden Truth, zaś na lipcowej gali Battleground pokonali The Usos.
Wskutek przywrócenia podziału WWE na brandy i draftu, Fandango i Breeze zostali przydzieleni do brandu SmackDown. Na gali SummerSlam, Breezango było częścią 12-osobowego tag-team matchu, gdzie ich drużyna przegrała walkę. Wzięli udział w turnieju wyłaniającym pierwszych posiadaczy WWE SmackDown Tag Team Championship, lecz w pierwszej rundzie pokonali ich American Alpha (Chad Gable i Jason Jordan). 8 listopada na odcinku SmackDown Live pokonali The Vaudevillains i zakwalifikowali się do drużyny tag-teamowej SmackDown na galę Survivor Series, gdzie podczas walki zostali szybko wyeliminowani, a drużyna SmackDown ostatecznie poniosła porażkę.

## Życie prywatne
Hussey mieszka w Tampie na Florydzie. Jest fanem gier video, w tym serii gier Final Fantasy. Jego ulubionymi drużynami są Boston Red Sox (baseball) i angielski klub piłkarski Everton F.C. Do jego hobby zalicza się skateboarding i kolekcjonowanie desek do skateboardu. Ma również około 300 archiwalnych nagrań video federacji WWE, World Championship Wrestling i Extreme Championship Wrestling, które nagrał jako nastolatek. Jego inspiratorem do zostania wrestlerem jest Shawn Michaels.

## Styl walki
- Finishery
  - Jako Fandango
    - Beauty in Motion / Last Dance (Diving leg drop)[84][85]
    - Falcon Arrow (Sitout suplex slam) – od 2016
    - Swinging reverse STO[84] – 2013

  - Jako Johnny Curtis
    - A Bid Farewell (Over-the-shoulder back-to-belly piledriver)[86] – FCW
    - Diving leg drop[87]
    - Slingshot leg drop[14] – federacje niezależne; używany jako zwykły ruch w WWE
    - Sitout suplex slam[88] – WWE; używany jako zwykły ruch w FCW
- Inne ruchy
  - Jako Fandango
    - Diving knee drop[89]
    - Wariacje kopnięć
      - Dropkick[84]
      - Enzuigiri[89]
      - Jumping high kick z okolic ringu w przeciwnika leżącego pomiędzy linami[84]
      - Spinning wheel kick[90]

    - Russian legsweep[85]
    - Slingshot leg drop[91]

  - Jako Johnny Curtis
    - Back elbow[22]
    - Belly to back suplex[22]
    - Discus clothesline[22]
    - Diving clothesline[92]
    - European uppercut[93][94]
    - Johnny Kick[95] (Spinning wheel kick)[27]
    - Knockout low blow[96]
    - Northern Lights suplex w narożnik ringu[97]
- Menedżerowie
  - R-Truth[2]
  - Aksana[2][98]
  - Maxine[2][99]
  - Andrea Lynn[100]
  - Summer Rae[101]
  - Layla[102]
  - Rosa Mendes[103]
- Przydomki
  - „The Premiere Player”[14]
  - „The Thoroughbred”[86]
  - „Dirty Curty”[104]
  - „Simply Johnny Curtis”[44]
  - „The Ballroom Brawler[105] / Brute[106] / Dancer”[107]
  - „The Dance Expert”[108]
  - „The New And Improved”[108]
  - „The Lord of the Dance„
- Motywy muzyczne
  - „I Told You So” ~ Flatfoot 56 (12 sierpnia 2011 – 29 października 2012)
  - „ChaChaLaLa” ~ Jim Johnston[109] (4 marca 2013 – 14 sierpnia 2014; od 13 kwietnia 2015)
  - „Peña Flamenca” ~ Jim Johnston[110] (23 listopada 2014 – 13 kwietnia 2015)
  - „Breezango” ~ CFO$ (od 12 maja 2016; używany podczas współpracy z Tylerem Breezem)

## Mistrzostwa i osiągnięcia
- Florida Championship Wrestling
  - FCW Florida Tag Team Championship (2 razy) – z Tylerem Reksem (1) i Derrickiem Batemanem (1)[15][18]
- Northeast Championship Wrestling
  - NCW New England Championship (1 raz)[111]
  - NCW Tag Team Championship (1 raz) – z Damianem Houstonem[111]
- Power League Wrestling
  - PLW New England Championship (1 raz)[3]
- Premier Wrestling Federation
  - PWF Northeast Heavyweight Championship (2 razy)[112]
  - PWF Northeast Tag Team Championship (2 razy) – z Kennem Phoenixem[13][113]
- Pro Wrestling Illustrated
  - PWI umieściło go na 59. miejscu top 500 wrestlerów w rankingu PWI 500 w 2013[114]
- South Coast Championship Wrestling
  - SCCW Lightweight Championship (1 raz)[115]
- WWE
  - Zwycięzca czwartego sezonu programu NXT[29]